# Cheilonycha
Cheilonycha es un género de coleópteros adéfagos de la familia Carabidae.

## Especies
Contiene las siguientes especies:
- Cheilonycha auripennis Lucas, 1857
- Cheilonycha chalybea (Dejean, 1825)